# Tipula perlata
Tipula perlata är en tvåvingeart som beskrevs av Alexander 1938. Tipula perlata ingår i släktet Tipula och familjen storharkrankar. Inga underarter finns listade i Catalogue of Life.